# 라푸마
라푸마(프랑스어: Lafuma)는 프랑스의 아웃도어 제품 회사이다. 라푸마를 비롯한 밀레, 아이더, 오스본과 같은 다른 아웃도어 브랜드를 소유한다.

## 같이 보기
- 파타고니아
- 컬럼비아 스포츠웨어
- 아이스브레이커
- 노스페이스
- 밀레
- 머렐
- 캐나다 구스
- 몽클레르
- 몽벨